# 马希
马希（法語：Machy，法語發音：[maʃi]）是法国上法蘭西大區索姆省的一个市镇，属于阿布维尔区。该市镇2009年时的人口为127人。

## 人口
马希人口变化图示
| 数据来源：INSEE |